# New Mexico (Schiff)
Die USS New Mexico (BB-40) war ein US-amerikanisches Schlachtschiff der New-Mexico-Klasse und das erste Schiff in der Geschichte der United States Navy, das zu Ehren des 47. US-Bundesstaates benannt wurde. Sie war das Typschiff der New-Mexico-Klasse.

## Geschichte

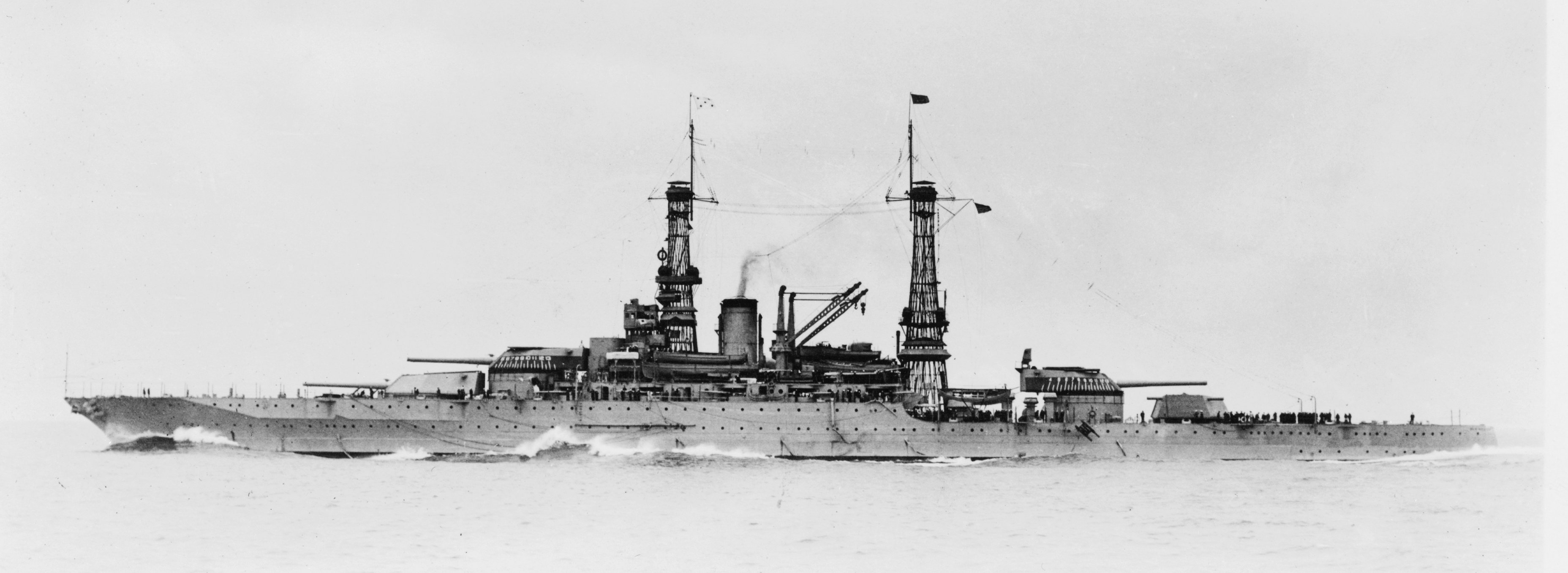
USS New Mexico (BB-40) im ursprünglichen Bauzustand (um 1920)

Der Bau der New Mexico wurde mit dem Congress Act vom 30. Juni 1914 bewilligt und der Bauauftrag wurde wenige Monate später, am 30. Oktober 1914, erteilt. Die Bauwerft war der New York Naval Shipyard, wo auch am 14. Oktober 1915 die Kiellegung und am 13. April 1917 der Stapellauf stattfand. Die New Mexico war zusammen mit der Mississippi und der Idaho ein verbesserter Nachfolgetyp der Nevada-Klasse und der Pennsylvania-Klasse. An aktiven Kampfhandlungen des Ersten Weltkrieges nahm die New Mexico nicht mehr teil.
Bei verschiedenen Einsätzen im Zweiten Weltkrieg von 1944 bis 1945 erhielt das Schlachtschiff im Pazifik unter anderem zwei Kamikaze-Treffer. Schließlich wurde die USS New Mexico am 19. Juli 1946 in Boston außer Dienst gestellt und am 25. Mai 1947 aus dem Schiffsregister gestrichen. Sie wurde am 9. November 1947 an die Lipsett Co. verkauft und vom 24. November 1947 bis Juli 1948 in Newark abgewrackt.

## Technik
Das 32.000 Tonnen große Schlachtschiff wurde am 20. Mai 1918 in Dienst gestellt. Das Schiff war 190,0 Meter lang, 30,0 Meter breit und hatte einen Tiefgang von 9,1 Meter. Die Besatzungsstärke belief sich auf 1084 Mann. Die Panzerstärken des Schiffs lagen im Deck bei 76 mm, im Seitenpanzer bis 356 mm, an den Barbetten 343 mm und am Kommandoturm 406 mm.
Ursprünglich war die USS New Mexico noch für einen herkömmlichen direkten Turbinenantrieb vorgesehen. Stattdessen wurde sie ein Prototyp für den turboelektrischen Antrieb mit einem Melville-MacAlpine-Übersetzungsgetriebe, nachdem man bei Versuchsschiffen gute Ergebnisse erzielt hatte. Beim turboelektrischen Antrieb waren die beiden Dampfturbinen direkt gekuppelt mit zwei Generatoren mit jeweils einer Leistung von 12.500 kVA bei 4242 Volt. Dadurch wurden die vier Propellermotoren mit einer Leistung von jeweils 5200 kW gespeist. Den Dampf lieferten neun ölgefeuerte Kessel. Das Schiff erreichte eine maximale Geschwindigkeit von 21 Knoten. Ein Nachteil dieser Antriebsmethode waren die größere Masse von etwa 55 kg/WPs gegenüber 30 bis 40 kg/WPs bei direktem Turbinenantrieb und der höhere Platzbedarf der Anlagen.
Anfang der 1930er-Jahre erhielten alle Schiffe der New-Mexico-Klasse bei einem umfangreichen Umbau vier Westinghouse-Getriebe-Turbinen mit insgesamt 29.440 kW Leistung und vier neue White-Forster-Kessel als Ersatz für den turboelektrischen Antrieb.

## Bewaffnung
Die Bewaffnung gegen Seeziele bestand aus zwölf 14-Zoll- und anfangs 22 5-Zoll-Geschützen, die 1922 auf 14 reduziert wurden. Als Flugabwehrbewaffnung waren acht 3-Zoll-Geschütze an Bord, die während einer von März 1931 bis Januar 1933 dauernden Modernisierung durch die gleiche Zahl an 5-Zoll-(12,7-cm-)Flugabwehrkanonen ersetzt wurden. Im Jahr 1940 wurden zusätzlich zwölf 2,8-cm-Maschinenkanonen in Vierlingslafetten installiert.
Des Weiteren verfügte das Schiff über drei Wasserflugzeuge und insgesamt über zwei Flugzeugkatapulte.

## Auszeichnungen
Die New Mexico wurde für ihren Dienst im Zweiten Weltkrieg mit sechs Battle Stars ausgezeichnet.